# Grigorij Zarżycki
Grigorij Grigorjewicz Zarżycki (ros. Григорий Григорьевич Заржицкий, ur. 1894 we wsi Wełyka Meczetnia w guberni podolskiej, zm. 30 grudnia 1937) – radziecki polityk, przewodniczący Komitetu Wykonawczego Jarosławskiej Rady Obwodowej (1936-1937).
1915-1918 żołnierz rosyjskiej armii, od maja 1918 do 1919 w Armii Czerwonej, od 1919 członek RKP(b), od grudnia 1921 specjalista, zastępca kierownika i kierownik jarosławskiego gubernialnego oddziału rolniczego. Od lutego do czerwca 1927 przewodniczący komitetu wykonawczego rybińskiej rady powiatowej, od czerwca 1927 do czerwca 1929 sekretarz odpowiedzialny rybińskiego komitetu powiatowego WKP(b), od czerwca 1929 do lutego 1930 sekretarz odpowiedzialny Komitetu Okręgowego WKP(b) w Rybińsku, 1930 sekretarz odpowiedzialny Szujskiego Komitetu Okręgowego WKP(b). Od 1931 zastępca kierownika Zarządu Rolnego Iwanowskiego Obwodu Przemysłowego, przewodniczący Związku Kooperacji Rolniczej Iwanowskiego Obwodu Przemysłowego, sekretarz Iwanowskiego Przemysłowego Komitetu Obwodowego WKP(b) ds. transportu, od 16 marca do 12 listopada 1936 przewodniczący Komitetu Organizacyjnego Prezydium WCIK na obwód jarosławski, od listopada 1936 do lipca 1937 przewodniczący Komitetu Wykonawczego Jarosławskiej Rady Obwodowej.
21 czerwca 1937 aresztowany, następnie skazany na śmierć i rozstrzelany.